# Myron Scholes
Myron S. Scholes (ur. 1 lipca 1941 w Timmins, Ontario) – kanadyjski ekonomista, laureat Nagrody Banku Szwecji im. Alfreda Nobla w dziedzinie ekonomii w 1997 roku.
Był profesorem Uniwersytetu Chicagowskiego oraz Uniwersytetu Stanforda. Wraz z Robertem Mertonem i Fischerem Blackiem opracował znaną metodę wyceny instrumentów pochodnych, ze szczególnym uwzględnieniem kontraktów długoterminowych. Wzór na wycenę opcji (usługi finansowej), opracowany na podstawie tej metody, jest powszechnie stosowany w praktyce i znany pod nazwą wzoru Blacka-Scholesa.
W 1997 osiągnięcia te przyniosły Scholesowi i Mertonowi Nagrodę Banku Szwecji im. Alfreda Nobla.